# ए
Cette page contient des caractères spéciaux ou non latins. S’ils s’affichent mal (▯, ?, etc.), consultez la page d’aide Unicode.
ए, transcrit e ou ē, est une voyelle de l’alphasyllabaire devanagari.

## Utilisation
En hindi, ‹ ए › représente une voyelle mi-fermée antérieure non arrondie longue [eː], par exemple dans le mot एक, ek, « un », et sa forme dépendante ‹ ◌े › suscrite à une consonne représente une voyelle mi-fermée antérieure non arrondie courte [e], par exemple dans le mot अनेक, āneka, « beaucoup ».

## Représentations informatiques
Ses Unicode sont :
| formes       | représentations | chaînes de caractères | points de code | descriptions                     |
| ------------ | --------------- | --------------------- | -------------- | -------------------------------- |
| indépendante | ए               | ए                     | U+090F         | lettre devanagari e              |
| dépendante   | े                | ◌े                     | U+0947         | diacritique voyelle devanagari e |